# Torleif jarlsskald
Torleif (Asgeirsson) Rödfällsson jarlsskald (Þorleifr (Ásgeirsson) Rauðfeldarson jarlsskáld), född på 940-talet, död cirka 995, var en isländsk furstelovskald hos Håkon jarl i Norge och senare också hos Sven tveskägg i Danmark. Då Torleif omkring år 993 blev ovän med Håkon diktade han nid om jarlen, och det var detta nid som skapade hans berömmelse. Ödet ville nämligen att Håkon jarls lycka övergav honom sedan nidet var framkvätt. Torleif vann snart rykte som tidernas främste niddiktare och kom att i sägner och folktro förkroppsliga skaldediktningens magiska kraft.

## Levnad

### Familj
Torleif var son till hövdingen Asgeir rödfäll Herjulfsson (Ásgeirr rauðfell Herjúlfsson) från Brekka i Svarvaðardalen på norra Island. Källorna tvistar om modern hette Idun, Torun eller Torhild, men hon sägs ha härstammat från sagokungen Half av Hordaland. Torleif hade två bröder, Helge den djärve och Olav trollkoneknäckare, och en syster kallad Yngvild fagerkind. Själv uppfostrades han av sin trollkunnige morbror Skegge i Midfjorden där han lärde sig skaldskap och svartkonst.

### Ungdomstid
I Svarvdölasagan (Svarfdœla saga) berättas att en ohygglig bärsärk vid namn Klauve (Klaufi) tog Yngvild till frilla. Torleif och hans bröder slog då ihjäl bärsärken ett par gånger för att rädda systern. Att dråpet upprepades berodde på att Klauve blev gengångare. Andra gången som han dräptes blev han halshuggen, vilket bör ha komplicerat hans tillvaro eftersom han nu tvingades bära huvudet i händerna. I gengäld kunde han använda sitt huvud både som kastvapen och tillhygge i de blodshämndsfejder som senare följde. Torleif dömdes fredlös för dråpen och tvingades fly till Norge, vilket bör ha skett omkring år 970.

### Kortsagan om Torleif
Torleif blev nu hirdskald hos Håkon jarl i Norge och bör, enligt Finnur Jónsson, ha vistats där i åtminstone två omgångar på 970- och 80-talen. Under mellanperioder var han åter på Island, byggde sig en sätesgård på Hövdabrekka i Mýdal och gifte sig med den högättade Aud Tordsdotter (Auður Þórðardóttir), som enligt Landnámabók härstammade från Herjulf hornbrytare.
I kortsagan om Torleif jarlsskald (Þorleifs þáttr jarlsskálds) berättas utförligt om skaldens sista utlandsfärd och dess följder. Året bör ha varit 993. Torleif återvände då till Norge som köpman för att sälja varor. Därvid råkade han i dispyt med Håkon jarl som ville köpa lasten alltför billigt. Grälet slutade med att jarlen stal varorna och lät bränna skeppet. Torleif flydde till Sven tveskägg i Danmark, men följande jul var han åter hos Håkon, nu förklädd till tiggare. Under namnet Nidung Gjallandason från Svíþjóð fick han lov att framföra ett kväde till jarlen:

### Jarlsnidet
Första delen av sången var idel lovprisning, står det i sagan, men sedan blev stroferna tvetydiga och jarlen ansattes av en förskräcklig klåda, främst i skrevet och ändan. Då började skalden kväda det som sagan kallar Mörkrets visor, och nu slocknade alla ljus i salen. Resten bör citeras in extenso, ty även om sagan inte kan förmodas vara historiskt korrekt i varje detalj, ger den en god föreställning om hur folk vid denna tid trodde att ett nid kunde verka:
"...och när mörkret fallit kring salen mässade han fram Jarlsnidet, och när han kvätt till slut dess sista tredjedel, då gick vart järn [=eggvapen] i hallen utan att männen förde det, och eggarna blev mången man till bane. Jarlen föll i vanmakt och tiggargubben försvann genom lyckta dörrar men olyckta lås. Men efter kvädets slut avtog mörkret och det blev åter ljust i hallen. Jarlen vaknade till medvetande och fann att nidet gått honom in på livet, och som spår efter dess verkan såg man att allt skägget ruttnat bort på jarlen och allt håret var avsvett på ena sidan om hans mittbena, och det växte aldrig ut igen. Så lät jarlen feja hallen och de döda blev burna ut."

### Torleifs död
Jarlen låg sjuk hela vintern, men förstod vem som vållat hans olycka och ville hämnas. I lag med trollkunniga völvor lät han tillverka en träman av drivved, som gavs liv med människohjärta och namn, och sände den till Islands. Roboten anlände ca 995 då Torleif var på alltinget. Den sprättade genast upp skalden med en förhäxad spjutyxa, varpå den störtade huvudstupa ned i underjorden så att bara fotspåren efter den syntes. Likt en operahjälte återvände Torleif nu till sin bod, kvad inför vännerna en visa om vad som skett varpå han knäppte upp livrocken, tarmarna föll ut, och han segnade död ner. Han lades i en gravhög norrut från lagrättens plats på själva alltingsområdet.

### Sagans sanningshalt

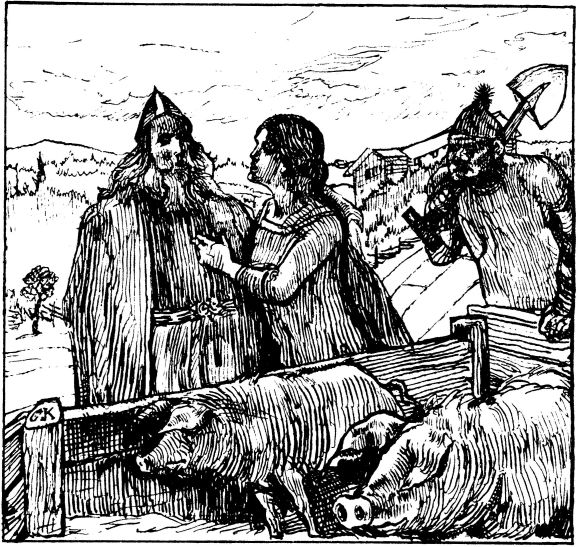
Håkon jarl på flykt ledsagas av sin frilla till ett gömställe. Christian Krohg.

Þorleifs þáttr, som nedtecknades 300 år efter skaldens död, är inte invändningsfri ur källkritisk synpunkt, men bör ändå, enligt Finnur Jónsson, vara sann i sina huvuddrag. Att Torleif verkligen diktade nid om Håkon jarl är väl belagt från många källor. Det är föga troligt att nidet framfördes inför jarlen själv, men det skedde nog offentligt för att få avsedd verkan. Att jarlen, när han fick kännedom om detta, skickade en lönnmördare till Island för att hämnas är mycket troligt.
Men tidsmässigt kom nidet att sammanfalla med jarlens undergång. Från och med nu hopade sig olyckorna över Håkon och han genomgick också, enligt Snorre Sturlasson, en ödesdiger sinnesförändring. Han blev girig och vrång, missbrukade sin makt och begick sexuella övergrepp mot unga kvinnor. Inom kort var han Norges mest hatade man och jagades från gård till gård tills han slutligen blev lönnmördad av sin egen träl i en håla under en svinstia hos en bedagad frilla. Hans huvud spetsades på en påle så att bönderna kunde kasta sten på det. Så förvandlades den mäktige jarlen själv till en nidstång. Detta berättas i Olav Tryggvasons saga i Heimskringla.
Det var Håkons fall som skapade Torleifs rykte, och att detta var stort visas av att skalden Sneglu-Halle knappt 60 år senare lyckades tilltvinga sig en mansbot från lendmannen Einar fluga genom att hänvisa till det. Jag drömde, ljög Halle, att jag själv var Torleif skald och att Einar var Håkon jarl, och att jag hade diktat ett nid om honom och kom ihåg nidet när jag vaknade. Då ingrep Harald hårdråde som satt vid bordet, och uppmanade Einar att betala, ty nidet har bitit mäktigare män än dig, Einar, som till exempel Håkon jarl, och det ska man minnas så länge nordens länder är bebodda. (Detta står i Sneglu-Halles saga.)
Jarlsnidet är också omnämnt i Odd munks Óláfssaga och i Hauk Valdísarsons Íslendingadrápa från sent 1100-tal, där Torleif i 18:e strofen kallas þulr, något som Finnur Jónsson översätter "trollkarl".

## Verk
Skáldatal bekräftar att Torleif var en av Håkon jarls skalder, men endast en och en halv strof ur en Hákonardrápa har bevarats. Den kompletta strofen lyder så här:
| Håkon, vi känner ingen mer framstående jarl under månens färd, du har vuxit i striden. Du har sänt nio ädlingar till Oden, korpen äter av det den fått, av detta ska du få mycket land, herre. | Hókon, vitum hvergi, hafizk hefr runnr af gunni, fremra jarl und ferli, folk-Ránar, þér mána. Þú hefr öðlinga Óðni, etr hrafn af ná getnum, vesa máttu af því, vísi, víðlendr, níu senda. |  |

Scenen leder tankarna till ett Odensoffer. De nio ädlingarna är Grjotgard jarl och dennes två lydjarlar (döda 968), kung Erling Eiriksson (död 968?), Harald gråfäll och Arinbjörn herse (döda i slaget vid Hals 975), Guld-Harald, Ottar jarl av Gautland (död ca 980) och Bue digre (död i slaget vid Hjörungavåg 986).  Drapan bör alltså ha diktats efter detta slag, men innan Torleif och Håkon hade blivit fiender.
Av en drapa om Sven tveskägg på 40 strofer (fertug drápa) har endast omkvädet bevarats. I det berättas att kungen planerade att erövra England.
Dessutom finns sju lausavísur ("lösa vers"), vilkas autenticitet i flera fall kan betvivlas. En halvstrof i Þorleifs þáttr, hämtad ur det ryktbara men nu i övrigt förlorade Jarlsnidet, ansågs dock av Finnur Jónsson vara äkta.

## Hallbjörn hale
Nästan 200 år efter Torleifs död lade sig en herde, som kallades Hallbjörn hale, att sova på hans gravhög. Hallbjörn ville själv bli skald fast han tycktes sakna förutsättningar för det, och det troddes på den tiden att man kunde vinna kunskap från en död genom att sova på dennes grav. Då öppnades högen och Torleif kvad en strof om sig själv (där han för övrigt också nämner det berömda jarlsnidet). Sedan lärde han Hallbjörn att dikta, och uppmanade honom att minnas strofen när han vaknade, ty om han lyckades bevara drömmen skulle han bli en stor skald. Så skedde också och Hallbjörn blev enligt Skáldatal en uppburen diktare som var hirdskald hos både kung Sverre i Norge och Knut Eriksson i Sverige. Om Hallbjörn har det också funnits en saga, men den är nu förlorad. (Detta berättas i Þorleifs þáttr.)